# Oléac-Dessus
Oléac-Dessus är en kommun i departementet Hautes-Pyrénées i regionen Occitanien i sydvästra Frankrike. Kommunen ligger i kantonen Tournay som tillhör arrondissementet Tarbes. År 2022 hade Oléac-Dessus 112 invånare.

## Befolkningsutveckling
Antalet invånare i kommunen Oléac-Dessus
| Referens: INSEE |